# Karl Henzel
Karl Henzel (* 1. August 1876 in Obbornhofen; † 13. Januar 1959 ebenda) war ein hessischer Politiker (SPD Hessen) und Abgeordneter des Landtags des Volksstaates Hessen in der Weimarer Republik.
Karl Henzel, der evangelischer Konfession war, war der Sohn des Straßenmeisters Johann Georg Henzel und dessen Frau Elisabeth geborene Leschhorn. Er heiratete Margarethe geborene Lang. Nach dem Besuch der Volksschule arbeitete er zunächst als Maurer und später nach Verlust eines Unterarms als Land- und Gastwirt in Obbornhofen. Dort war er acht Jahre lang Mitglied des Gemeinderats und dann Beigeordneter. 1921 bis 1924 war er Landtagsabgeordneter.